# Ceraclea ensifera
Ceraclea ensifera là một loài Trichoptera trong họ Leptoceridae. Loài này có ở miền Ấn Độ - Mã Lai và miền Cổ bắc.